# NK Široki Brijeg
Nogometni klub Široki Brijeg – bośniacki klub piłkarski z miasta Široki Brijeg, grający obecnie w Premijer lidze. Široki Brijeg to jedno z najmniejszych miast w Europie, z którego drużyna grała w kwalifikacjach do Ligi Mistrzów.
Klub NK Široki Brijeg został założony w 1948 roku. Jednak klub sukcesy zaczął osiągać dopiero po rozpadzie kraju i uzyskaniu niepodległości przez Bośnię i Hercegowinę. Największe sukcesy to dwukrotne zdobycie mistrzostwa Bośni i Hercegowiny w 2004 i 2006 roku. Drużyna NK swoje mecze rozgrywa na stadionie Pecara, który może pomieścić 10.000 widzów i spełnia wszystkie normy UEFA.

## Sukcesy
- Zwycięzca 1. ligi Bośni i Hercegowiny: 1994, 1995, 1996, 1998
- Mistrzostwo Bośni i Hercegowiny: 2004, 2006
- Wicemistrzostwo Bośni i Hercegowiny: 2002, 2008, 2010, 2012, 2014
- Puchar Bośni i Hercegowiny: 2007, 2013, 2017

## Europejskie puchary
Legenda do wszystkich tabel:
- Q – runda eliminacyjna, 1/16, 1/8, 1/4, 1/2 – odpowiednia faza rozgrywek, Grupa – runda grupowa, 1r gr – pierwsza runda grupowa, 2r gr – druga runda grupowa, F – finał, R – runda, PO – play-off
- k. – rzuty karne, los. – losowanie, Dogr. – dogrywka, w. – zasada bramek strzelonych na wyjeździe

| Sezon   | Rozgrywki               | Runda | Przeciwnik             | Dom | Wyjazd | Ogólnie    |
| ------- | ----------------------- | ----- | ---------------------- | --- | ------ | ---------- |
| 2002/03 | Puchar UEFA             | Q     | Senec                  | 3–0 | 2–1    | 5–1        |
| 2002/03 | Puchar UEFA             | 1R    | Sparta Praga           | 0–1 | 0–3    | 0–4        |
| 2004/05 | Liga Mistrzów           | 1Q    | Neftçi PFK             | 2–1 | 0–1    | 2–2, w.    |
| 2005/06 | Puchar UEFA             | 1Q    | Teuta                  | 3–0 | 1–3    | 4–3        |
| 2005/06 | Puchar UEFA             | 2Q    | Zeta                   | 4–2 | 1–0    | 5–2        |
| 2005/06 | Puchar UEFA             | 1R    | FC Basel               | 0–1 | 0–5    | 0–6        |
| 2006/07 | Liga Mistrzów           | 1Q    | Szachcior              | 1–0 | 1–0    | 2–0        |
| 2006/07 | Liga Mistrzów           | 2Q    | Hearts                 | 0–0 | 0–3    | 0–3        |
| 2007/08 | Puchar UEFA             | 1Q    | Koper                  | 3–1 | 3–2    | 6–3        |
| 2007/08 | Puchar UEFA             | 2Q    | Hapoel Tel Awiw        | 0–3 | 0–3    | 0–6        |
| 2008/09 | Puchar UEFA             | 1Q    | Partizani Tirana       | 0–0 | 3–1    | 3–1        |
| 2008/09 | Puchar UEFA             | 2Q    | Beşiktaş JK            | 1–2 | 0–4    | 1–6        |
| 2009/10 | Liga Europy             | 1Q    | Bananc                 | 0–1 | 2–0    | 2–1        |
| 2009/10 | Liga Europy             | 2Q    | Sturm Graz             | 1–1 | 1–2    | 2–3        |
| 2010/11 | Liga Europy             | 1Q    | Olimpija Lublana       | 3–0 | 2–0    | 5–0        |
| 2010/11 | Liga Europy             | 2Q    | Austria Wiedeń         | 0–1 | 2–2    | 2–3        |
| 2011/12 | Liga Europy             | 1Q    | Olimpija Lublana       | 0–0 | 0–3    | 0–3        |
| 2012/13 | Liga Europy             | 2Q    | St. Patrick’s Athletic | 1–1 | 1–2    | 2–3, Dogr. |
| 2013/14 | Liga Europy             | 2Q    | Irtysz Pawłodar        | 2–0 | 2–3    | 4–3        |
| 2013/14 | Liga Europy             | 3Q    | Udinese Calcio         | 1–3 | 0–4    | 1–7        |
| 2014/15 | Liga Europy             | 1Q    | FK Qəbələ              | 3–0 | 2–0    | 5–0        |
| 2014/15 | Liga Europy             | 2Q    | Mladá Boleslav         | 0–4 | 1–2    | 1–6        |
| 2016/17 | Liga Europy             | 1Q    | Birkirkara             | 1–1 | 0–2    | 1–3        |
| 2017/18 | Liga Europy             | 1Q    | Ordabasy               | 2–0 | 0–0    | 2–0        |
| 2017/18 | Liga Europy             | 2Q    | Aberdeen               | 0–2 | 1–1    | 1–3        |
| 2018/19 | Liga Europy             | 1Q    | Domžale                | 2–2 | 1–1    | 3–3, w.    |
| 2019/20 | Liga Europy             | 1Q    | Kajrat Ałmaty          | 1–2 | 1–2    | 2–4        |
| 2021/22 | Liga Konferencji Europy | 1Q    | KF Vllaznia            | 3–1 | 0–3    | 3–4        |